# Éder Luís
Éder Luís de Oliveira (né le 19 avril 1985 à Uberaba au Minas Gerais), plus connu sous le nom de Éder Luís, est un joueur de football brésilien, qui évolue au poste d'attaquant.

## Biographie
Le 29 décembre 2009, Éder signe un contrat avec le club portugais du SL Benfica durant le mercato d'hiver de la saison 2009/10. Benfica achète alors 50 % des droits du joueur pour deux millions d'euros,,,.
En juin 2010, il est prêté au club carioca du Vasco da Gama avec son coéquipier Fellipe Bastos jusqu'en juin 2011. Il y est transféré définitivement en juillet 2012.
En août 2013, il signe en faveur du club émirati d'Al Nasr Dubaï.

## Palmarès
- Atlético Mineiro
  - Campeonato Brasileiro Série B : 2006
  - Campeonato Mineiro : 2007

- São Paulo
  - Campeonato Brasileiro Série A : 2008

- Benfica
  - Championnat du Portugal : 2009–10
  - Coupe de la Ligue : 2009–10

- Vasco da Gama
  - Coupe du Brésil 2011